# Phyllobius pictus
Phyllobius pictus — вид долгоносиков-скосарей из подсемейства Entiminae.

## Описание
Жук имеет чёрную окраску, его длина составляет 3,5—5 мм. Тело покрывают серые и коричневые чешуйки, которые образуют перевязи на надкрыльях. Бока переднспинки, заднегрудь и среднегрудь покрыты бело-серыми чешуйками. Задние бёдра с явственным крупным зубцом, передние и задние бёдра без зубцов. Глаза почти плоские. Головотрубка очень короткая, шире своей длины.